# 雨穴
雨穴（うけつ）は、日本のウェブライター、小説家、YouTuber。本名、素顔、地声などが非公開の覆面作家である。

## 経歴
かつては漫画家を目指しており、別名義での活動もあったとされるが、自身の画力に鑑み、漫画での表現ではなく文章で表現する方向へ転向。2018年、ウェブメディア「オモコロ」の新人賞に記事「VRAVよりも楽しくAVを見る方法」を応募したことをきっかけに、オモコロのメンバーとしてウェブライターの活動を開始した。初投稿の記事は「少女の涙をぬぐえるウォーターサーバーをつくった。」で、2018年5月12日に投稿された。現在は公開停止されている。
YouTubeを始めた当初は、スーパーで働いており、客や同僚に気が付かれるのが恥ずかしかったことから、仮面と全身タイツに変声機を使った姿となった。
2020年に公開したミステリーフィクションをノンフィクションのレポート風に綴る記事『【不動産ミステリー】変な家』は評判となり、YouTube版は2024年4月時点で2060万回以上再生されている。動画をもとに加筆を加えた作品が飛鳥新社から『変な家』として書籍化され、売り上げは100万部を突破した。『変な家』は実写映画化や漫画化された。

## 作風・人物
工作とオカルト系の作風が特徴で、『皮膚おりがみ』や『爪あつめ』『幻肢痛〜十畳間の霊〜』『【奇妙なブログ】消えていくカナの日記』『【MV】茶道＊DANCE SPASE』『寄生マトリョーシカ』『【MV】INTERNET WRITING MAN!! 』『恋愛シュミレーションゲーム「おせちプリンセス」』『意味が分かると怖いラップ』などホラー、オカルトテイストの強い独特な作品を投稿している。毎年年末～年始に、「おせち」を通販で注文しようとするが、必ず通常のおせち料理とはかけ離れた奇妙な物が送られてくる、というシュールなギャグ動画シリーズがある。
尊敬する人物は桑田佳祐とブライアン・ウィルソン。特に影響を受けた日本の小説家として江戸川乱歩を挙げており、「自分のクリエイティブの基礎になっている」と述べている。ウェブライターとしては、オモコロの先輩であるARuFa、夢顎んくなどから強く影響を受けている。夢顎んくについては自身の作家名にも影響を与えており、その名前が「全く関係のない漢字を2つ並べた名前」であることから、尊敬の意を込めて自身の作家名も同じように関係のない漢字2文字の名前にしたという。

## 作品リスト

### 単行本
- 『変な家』2021年7月20日、飛鳥新社、ISBN 978-4-86410-845-4[9]
  - 文庫版 2024年1月31日、飛鳥新社 ISBN 978-4-86410-993-2
- 『変な絵』2022年10月20日、双葉社、ISBN 978-4-57524-567-7[15]
  - 文庫版 2025年1月15日、双葉社、ISBN 978-4-575-52813-8
  - 『Strange Pictures』 2025年1月、イギリスとアメリカで発売された英語訳本[16]。
  - 『Strange Pictures (French Edition) 』- 2025年1月10日 フランス語版。
- 『変な家2 〜11の間取り図〜』2023年12月15日、飛鳥新社、ISBN 978-4-86410-982-6

### アンソロジー他収録作品
- 「告発者」 - 『ジャンル特化型ホラーの扉 八つの恐怖の物語』（河出書房新社、2023年10月）
- 「本棚」 - 『本を読んだことがない32歳がはじめて本を読む』（大和書房、2024年8月、著：かまど、みくのしん）[17]

### 雑誌掲載作品
- 「不安な家」 - 『怪と幽』Vol.009 2022年1月号（KADOKAWA）

### テレビドラマ
- 何かおかしい（テレビ東京、シーズン1：2022年、シーズン2：2023年） - ストーリテラー＆原案[18]

### 映画
- 変な家（東宝、2024年公開[19]） - 原作者

### テレビアニメ
- クレヨンしんちゃん 夏の終わりはホラー見れば〜?スペシャル（2024年） - 「変な家族だゾ」脚本、本人役で声優としても出演[20][21]

### その他作品
- 楽曲「OMORO NO COCORO」（2022年） - 作曲
- 謎解きゲーム「失踪事件のあった町の回覧板」（2023年）[22]